# Georg von Frundsberg

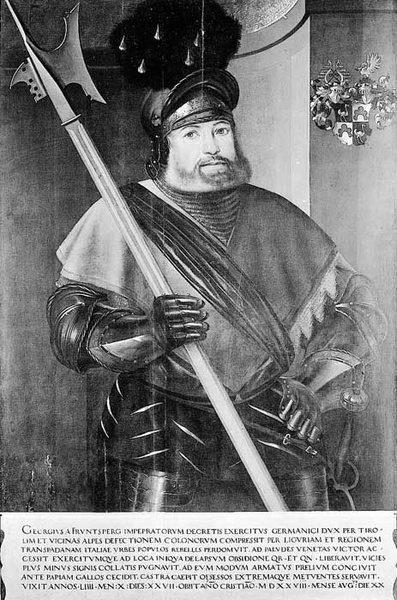
Georg von Frundsberg, porträtiert von Christoph Amberger

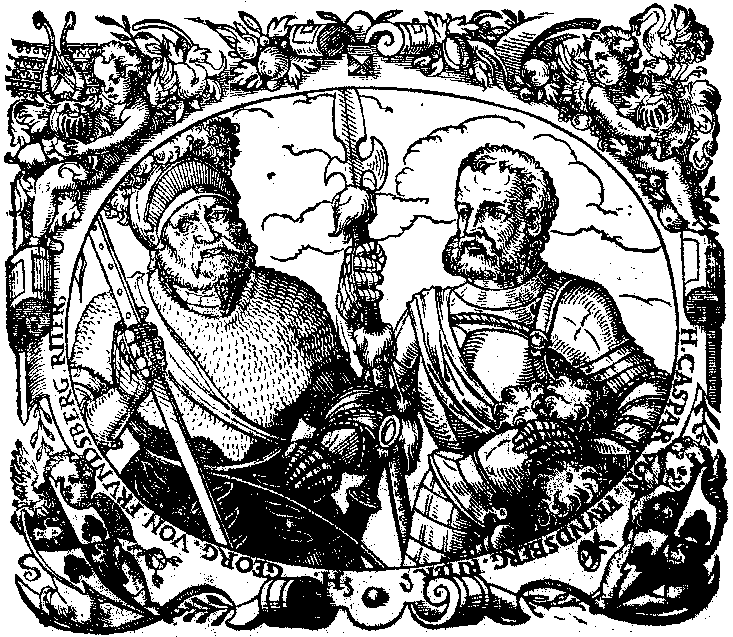
Georg von Frundsberg (links) und sein Sohn Caspar. Darstellung aus der 2. Auflage seiner Lebensbeschreibung aus dem Jahr 1572.

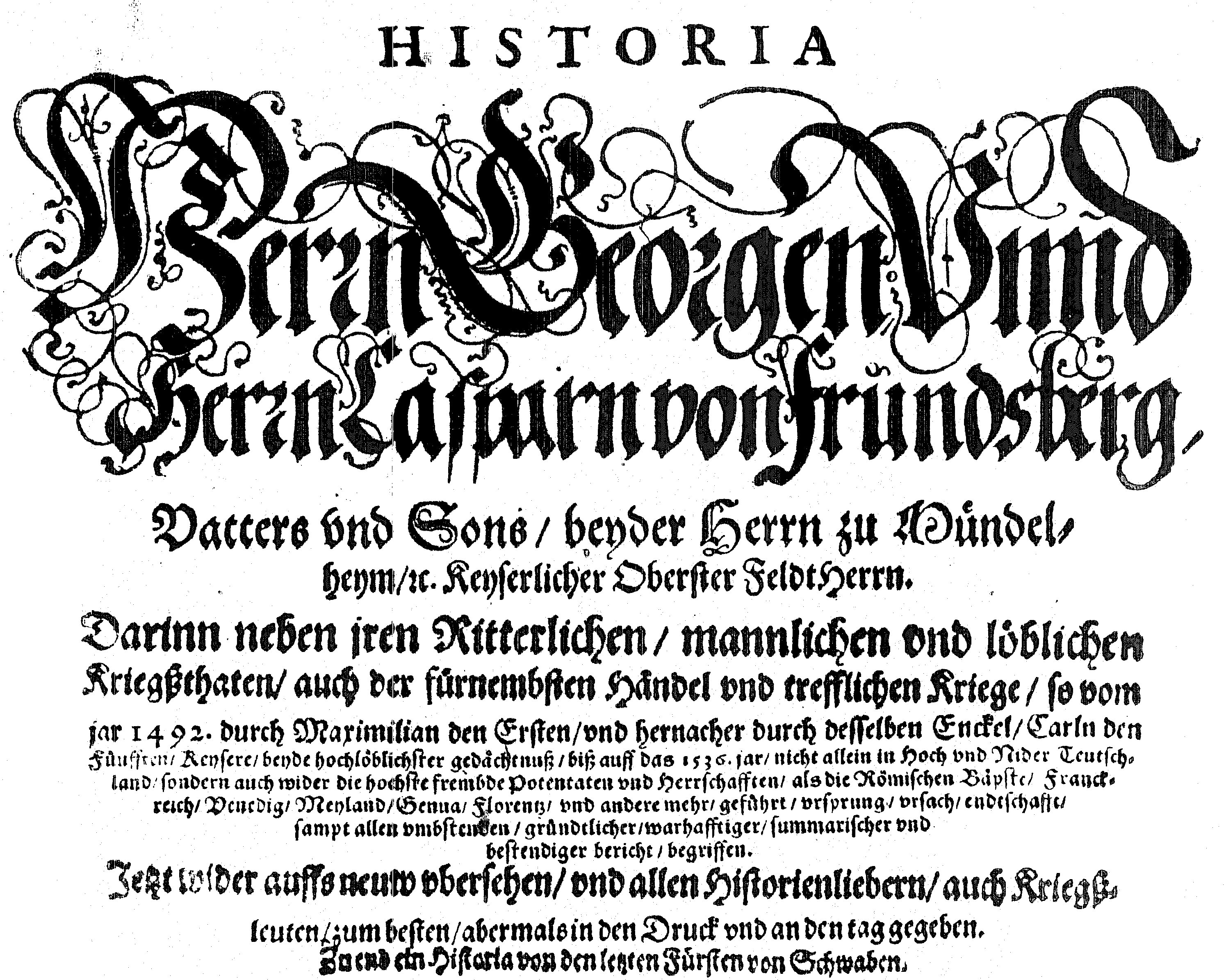
Einleitung zu seiner Lebensbeschreibung aus dem Jahr 1572.

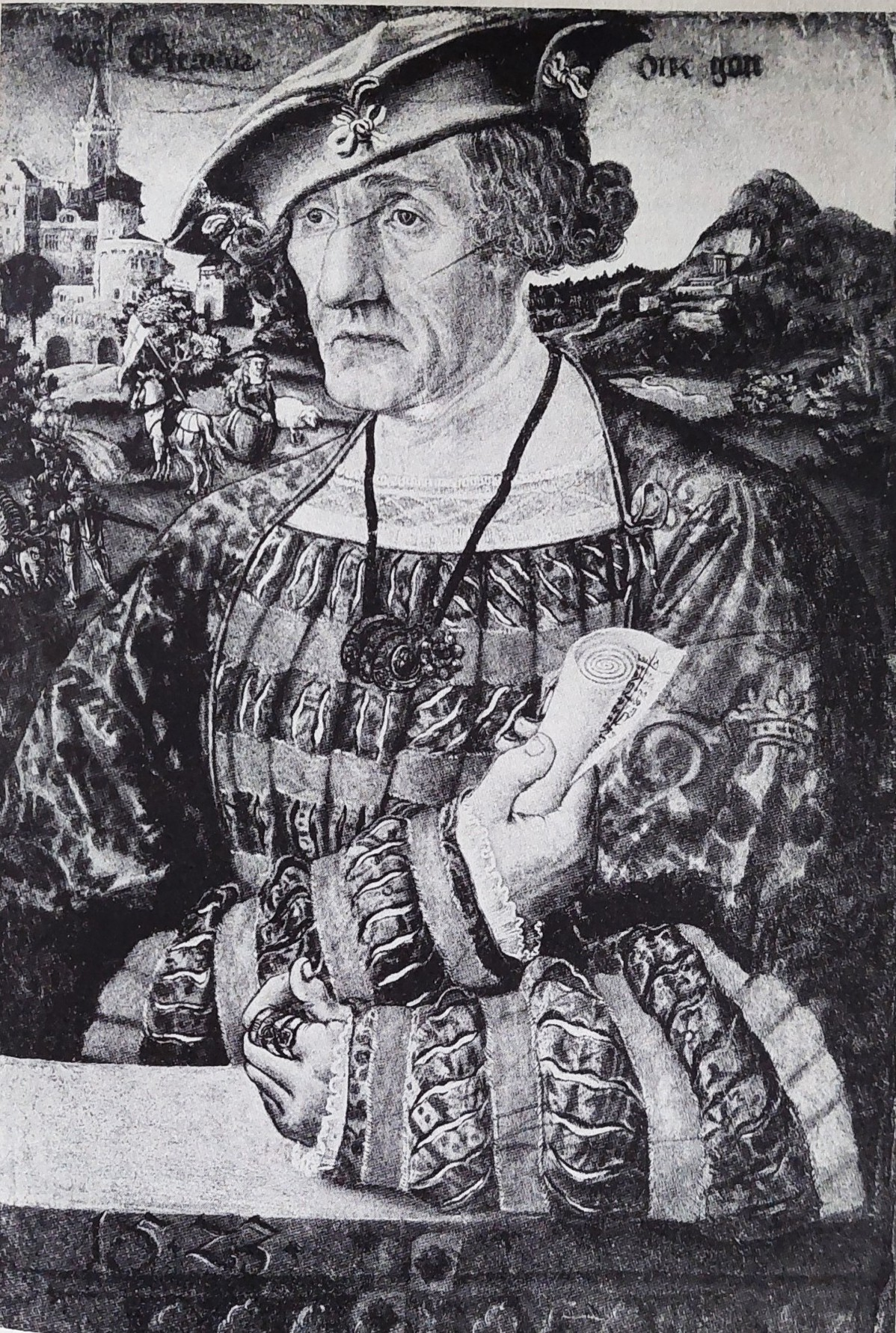
Georg von Frundsberg (1523)

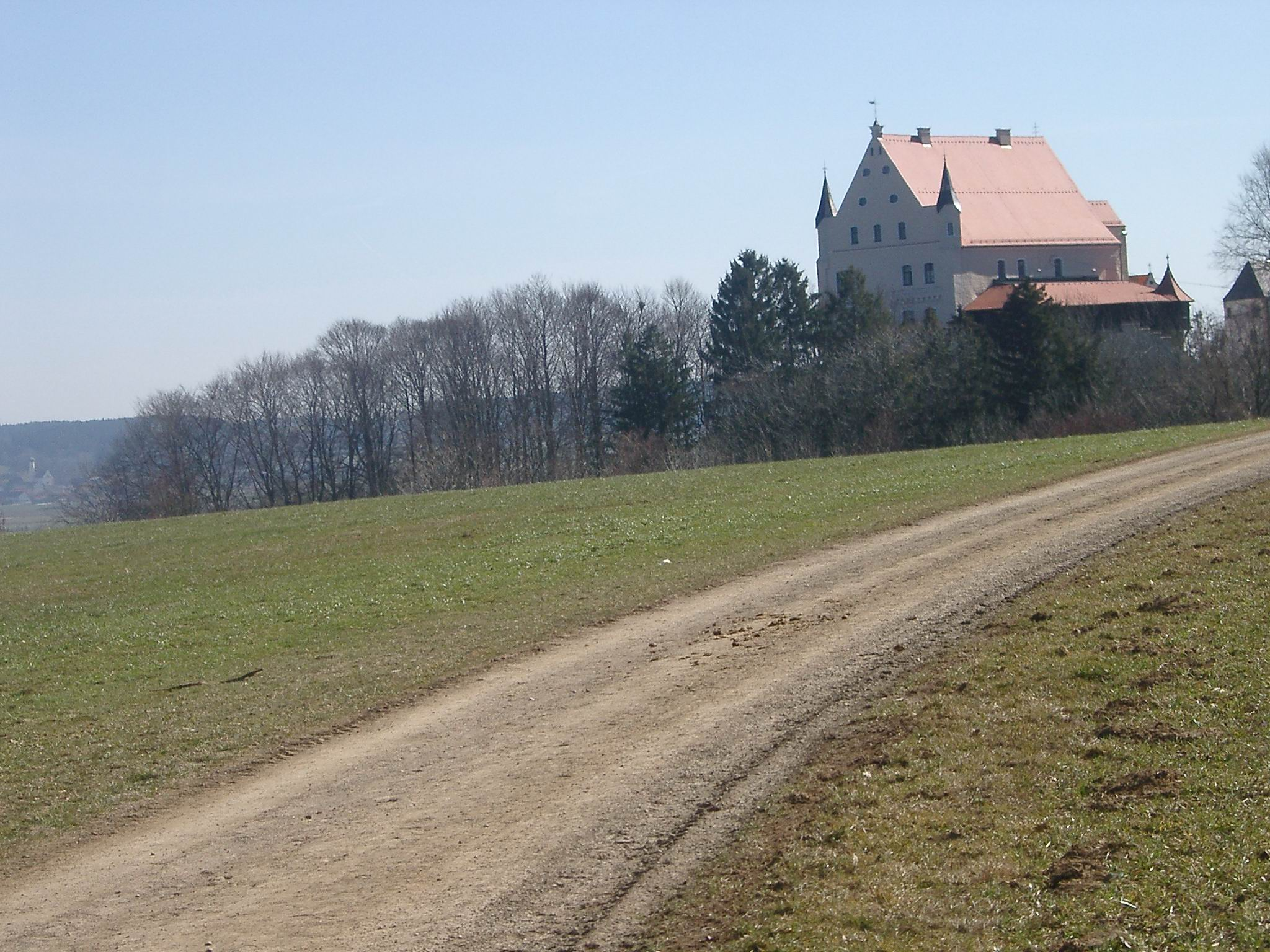
Mindelburg

Georg von Frundsberg, auch George und Jörg bzw. von Fronsberg und Freundsberg (* 24. September 1473 in Mindelheim; † 20. August 1528 ebenda), war ein süddeutscher Soldat und Landsknechtführer in kaiserlich-habsburgischen Diensten. Er gilt als einer der wichtigsten deutschen Infanterietaktiker und Kriegsunternehmer der Frühen Neuzeit.
Sein Name ist eng mit den langwierigen Kämpfen der Habsburger Kaiser Maximilians I. und Kaiser Karls V. um die Vorherrschaft in Oberitalien verbunden. Frundsberg ist unter anderem bekannt für seinen zum geflügelten Wort gewordenen Wahlspruch „Viel Feind’, viel Ehr’!“.

## Leben und Wirken
Georg von Frundsberg wurde 1473 als Sohn des Hauptmanns des Schwäbischen Bundes Ulrich von Frundsberg und seiner Frau Barbara von Rechberg auf der Mindelburg in Schwaben geboren, welche seine Familie, ursprünglich ein Tiroler Adelsgeschlecht derer von Freundsberg (auch Fronsberg, Frundsberg oder Fruntsberg) mit Stammsitz in Schwaz erst 1467 erworben hatte.
Er trat früh in Kriegsdienste ein. 1492 folgte er seinem Vater im Heer des Reichshauptmanns Markgraf Friedrich II. von Brandenburg-Ansbach, das die Acht an Albrecht IV. von Bayern vollziehen sollte. Da dieser aber rechtzeitig einlenkte (Frieden von Augsburg), kam es nicht zu Kämpfen. Im Frühjahr 1499 nahm Frundsberg am Schwabenkrieg gegen die Schweizer teil und hatte Gelegenheit, erste Erfahrungen in der Kriegführung zu sammeln. Noch im gleichen Jahr befehligte er das Heer des Heiligen Römischen Reiches, das der deutsche König und spätere Kaiser Maximilian I. dem Herzog von Mailand, Ludovico il Moro, gegen die Franzosen zu Hilfe schickte.
Die Siege der Schweizer über die Kaiserlichen ließen ihn erkennen, dass die Zeit der gepanzerten Reiter zu Ende war und der Schwerpunkt des Kampfes auf die Infanterie überging. Maximilian I. ernannte ihn zum Feldhauptmann von Tirol, wo er nach schweizerischem Vorbild ein schlagkräftiges Fußvolk aus Pikenieren schuf. Das brachte ihm später den Beinamen „Vater der Landsknechte“ ein (der teilweise auch auf Maximilian selbst angewendet wurde). Frundsberg perfektionierte die Taktik des sogenannten Geviert- oder Gewalthaufens, bei dem es sich um eine äußerst tiefgestaffelte Formation aus Pikenträgern handelte. Er verfasste mehrere Werke über Kriegstaktiken wie zum Beispiel Der treue Rat. 1500 heiratete er Katharina von Schrofenstein, mit der er eine Tochter, Anna von Frundsberg, und die Söhne Kaspar von Frundsberg und Melchior hatte; Kaspar wurde später selbst Feldherr.
Wegen seiner Erfolge im Landshuter Erbfolgekrieg wurde er im Jahre 1504 von Maximilian I. in den Ritterstand erhoben. Er hatte ein Landsknechtregiment aus Memmingen in die entscheidende Schlacht von Wenzenbach geführt. Mit seinen gut gedrillten Truppen errang Frundsberg weitere bedeutende Siege. 1513 schlug er zusammen mit einem spanischen Kontingent ein zahlenmäßig überlegenes venezianisches Heer bei Creazzo vernichtend. Aus dieser Schlacht stammt sein viel zitierter Wahlspruch „Viel Feind’, viel Ehr’!“.
Am 24. Februar 1517 oder 1518 starb seine erste Frau. Am 11. September 1519 heiratete er seine zweite Frau, Anna von Lodron, mit der er eine weitere Tochter hatte, Siguna von Frundsberg.
Auf dem Reichstag zu Worms 1521 soll er gegenüber Martin Luther den Ausspruch „Mönchlein, Mönchlein, du gehst einen schweren Gang!“ getan haben (siehe auch Wikiquote). Theologische Spitzfindigkeiten waren ihm fremd. Dennoch schloss er sich der neuen Glaubenslehre an, doch offenbar erst, als er mit der hinter den Kulissen gegen den Kaiser gerichteten päpstlichen Politik unzufrieden war.
Im September 1521 fand sich das kaiserliche Heer vor Valenciennes durch überlegene französische Kräfte bedroht. Seinen im Kriegsrat durchgesetzten Beschluss zum Rückzug anstatt einer aus Ehrgefühl angebotenen Schlacht bezeichnete Frundsberg später als seine „ehrlichste Kriegstat“.
Während der Italienkriege im April 1522 stand Frundsberg mit seinen Landsknechten als Teil des kaiserlichen Heeres unter Prospero Colonna bei La Bicocca nordwestlich von Mailand ein französisches Heer mit einem großen Kontingent schweizerischer Reisläufer gegenüber. Der Angriff der Schweizer wurde unter so schweren Verlusten für die Schweizer zurückgeschlagen, dass diese nach der Schlacht das französische Heer verließen.
Die Schrift Trewer Rath und Bedencken. Eines Alten wol versuchten und Erfahrenen Kriegsmans, die Frundsberg zugeschrieben wird und auf Ende 1522 datiert ist, beschreibt die Taktik der Frontverlängerung, um die bis dahin gewaltige Tiefe der Gevierthaufen zu umfassen. Die vordersten fünf oder sechs Glieder seien es, die die Schlacht gewinnen oder verlieren, und je mehr Leute durch die breite Ordnung „zu der arbeit kommen können“, desto leichter sei es.
Seinen spektakulärsten Erfolg feierte Frundsberg in der Schlacht bei Pavia 1525 am 24. Februar 1525, wo sich 25.000 Mann, darunter viele Schweizer und Landsknechte, unter König Franz I. als Belagerungsstreitmacht verschanzt hatten und die schwache Besatzung der Stadt bedrängten. Spanier und Deutsche fügten dem Gegner eine vernichtende Niederlage zu, wobei Frundsbergs 6.000 Veteranen aus Schwaben und Tirol einen entscheidenden Anteil hatten.
Mit fast 20.000 Soldaten zog der mittlerweile 53-jährige Frundsberg 1526 gegen die Truppen des mit Frankreich verbündeten Papstes und schlug sie am Jahresende bei Brescia.
Seine Untergebenen redete Frundsberg stets als „Söhne“ oder „Brüder“ an, die in ihm den „Vater der Landsknechte“ sahen. Doch im Winter 1526/1527 war die Lage gespannt. Wochenlang hatten seine Männer keinen Sold mehr erhalten. Georg von Frundsberg hatte sein Familiensilber für umgerechnet 12 Millionen Euro verpfändet, um die Landsknechte zu bezahlen; Kaiser Karl V. versagte seinem treuen Feldherren jedoch die dringend nötige finanzielle Unterstützung. Nur die Aussicht auf Plünderung Roms hielt die Truppe zusammen. Als dann jedoch Gerüchte über einen bevorstehenden Friedensschluss mit dem Papst die Runde machten, brach am 16. März 1527 im Feldlager bei Bologna die offene Revolte aus: Die Landsknechte jagten ihre Kommandeure aus dem Lager, rotteten sich vor Frundsbergs Zelt zusammen und brüllten unaufhörlich „Geld! Geld!“ Der unerschrockene Hauptmann trat vor die tobende Menge und versuchte sie zu beruhigen. Aber als die aufgebrachten Männer weiter nach Sold schrien und sogar drohend ihre Spieße gegen ihn richteten, war der körperlich und mental ausgezehrte Mann am Ende seiner Kräfte. Vom Hirnschlag getroffen sank Frundsberg auf eine Trommel und verlor das Bewusstsein. Dieses plötzliche Unglück brachte die Meuterer wieder zur Vernunft. Sie schulterten ihre Spieße und gingen ruhig auseinander. Beim „Sacco di Roma“ ließen sie wenige Zeit später ihrem Zorn freien Lauf. Unfähig, seine frühere körperliche Stärke wieder zu erlangen, wurde Frundsberg nach langem Aufenthalt in italienischen Hospitälern zurück nach Deutschland gebracht.
Georg von Frundsberg konnte das Unglück von Bologna nicht verwinden und starb am 20. August 1528 auf seiner Stammburg Mindelheim. „Drei Dinge“, so sein Resümee, „sollten jedermann vom Krieg abschrecken: Die Verderbung und Unterdrückung der armen, unschuldigen Leute, das unordentliche und sträfliche Leben der Kriegsknechte und die Undankbarkeit der Fürsten.“
Der Verlust seines Sohnes Melchiors 1528, der Anblick seiner zerrütteten Vermögensverhältnisse, die geringe Aussicht, dass die vom Kaiser gemachten Versprechungen sich erfüllen und die für dessen Dienst an Hab und Gut gebrachten Opfer seiner Familie je entschädigt würden, ließen ihn nicht ohne Bitterkeit aus dem Leben scheiden.

## Rezeption und Vermächtnis

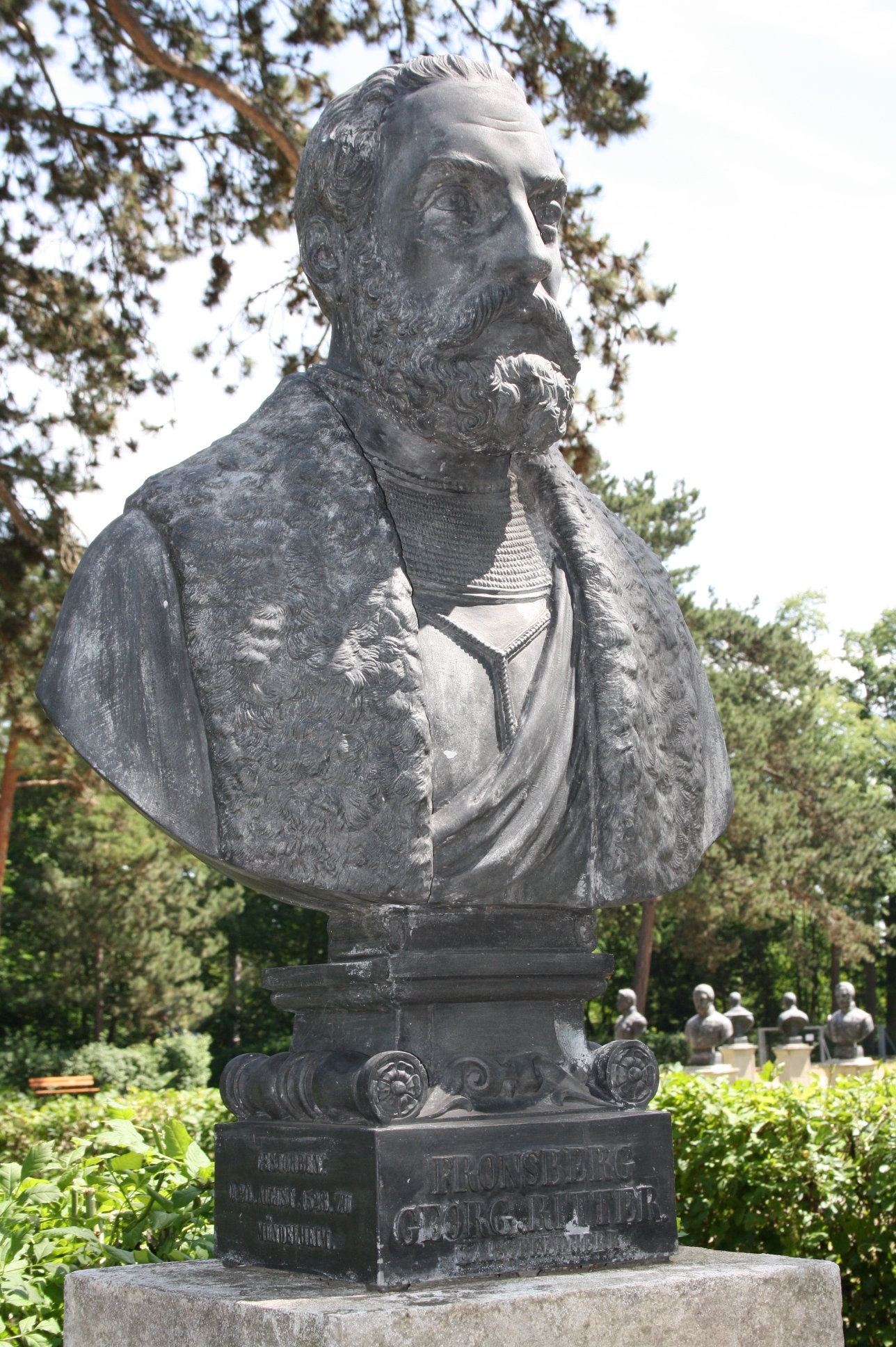
Büste in der Helden-Allee der Gedenkstätte Heldenberg

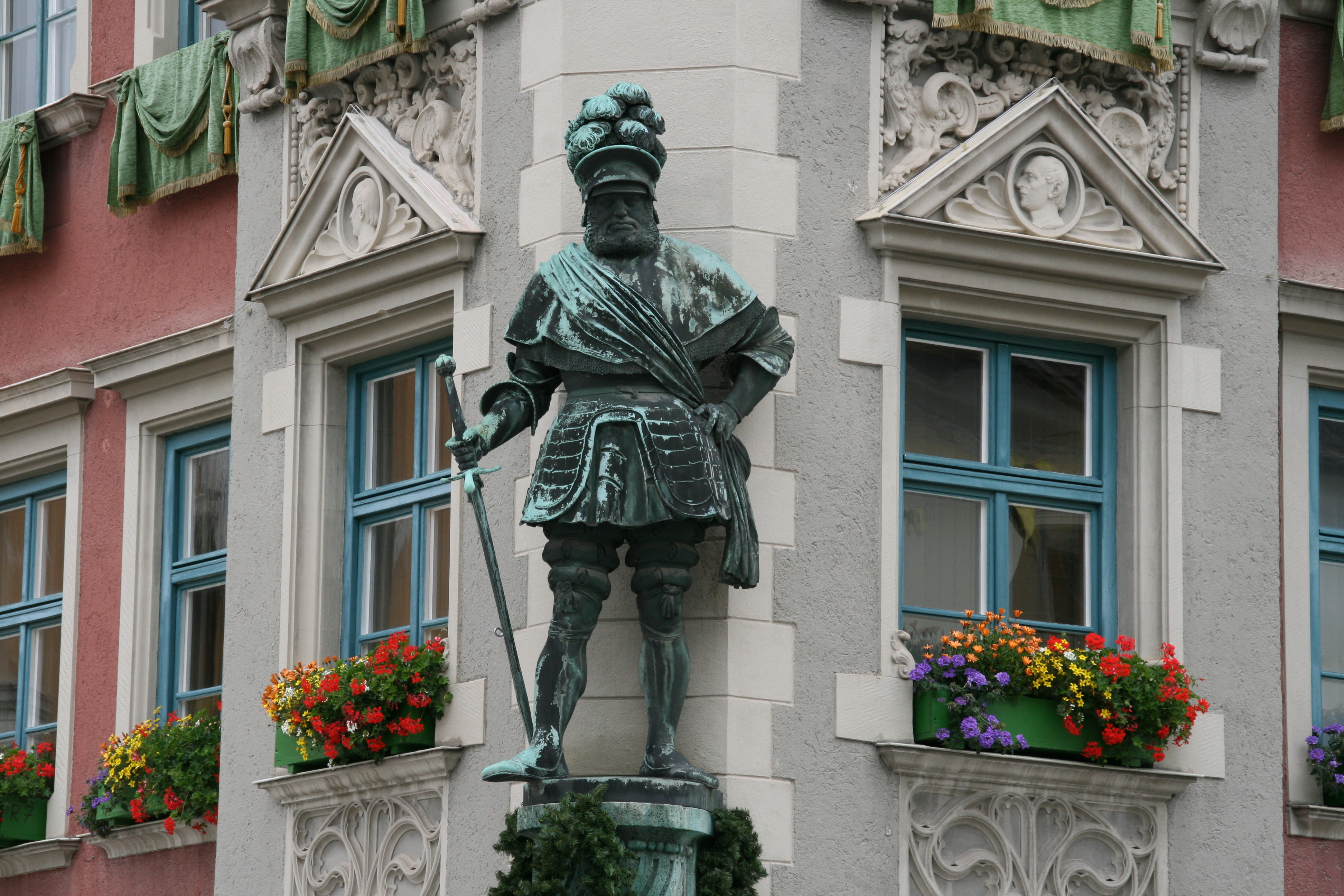
Frundsberg-Standbild am Rathaus Mindelheim

- Um ihn zu ehren, steht seine Büste in der Walhalla.
- Am Rathaus in Mindelheim wurde 1903 ein Standbild Frundsberg enthüllt.
- Joseph Pargfrieder ließ 1849 eine Zinnbüste in der Heldenallee der Gedenkstätte Heldenberg errichten.
- Durch die kaiserliche Entschließung von Franz Joseph I. vom 28. Februar 1863 wurde Georg von Frundsberg in die Liste der „berühmtesten, zur immerwährenden Nacheiferung würdiger Kriegsfürsten und Feldherren Österreichs“ aufgenommen, zu deren Ehren und Andenken auch eine lebensgroße Statue in der Feldherrenhalle des damals neu errichteten k.k. Hofwaffenmuseums (heute: Heeresgeschichtliches Museum Wien) errichtet wurde. Die Statue wurde 1866 vom Bildhauer Peter Lutt (1828–1907) aus Carrara-Marmor geschaffen, gewidmet wurde sie von Kaiser Franz Joseph selbst.[4]
- Die SMS Frundsberg war eine Korvette der k. u. k. Kriegsmarine, welche bis 1905 als Ausbildungsschiff verwendet wurde.
- In Schwaz (Tirol) befindet sich die Katholische Österreichische Studentenverbindung (K.Ö.St.V.) Frundsberg. Die im Jahre 1900 gegründete unabhängige Verbindung bekennt sich zur Republik Österreich und zur christlichen Lebenseinstellung. Ihr Wahlspruch lautet Viel Feind – Viel Ehr
- Die Katholisch Studentenverbindung Gothia, gegründet am 1909, 1946 aufgegangen in der k.ö.St.V. Babenberg Klagenfurt im MKV, führte ebenfalls diesen Wahlspruch.
- Die Frundsberg-Kaserne in Vomp bei Schwaz in Tirol beherbergt einen Hubschrauberstützpunkt.[5]
- Am 3. Oktober 1943 wurde die im Februar 1943 aufgestellte SS-Panzer-Grenadier-Division 10 durch einen Führerbefehl in 10. SS-Panzer-Division „Frundsberg“ umbenannt.
- In Mindelheim findet alle 3 Jahre das Frundsbergfest statt, bei dem Einwohner in die Zeit des Mittelalters zurückkehren.
- Die Tübinger Frondsbergstraße erinnert an Frundsbergs Beschießung des Schlosses und der Stadt Tübingen im April 1519, die sich daraufhin ergeben mussten.[6]
- Im Innsbrucker Stadtteil Reichenau erinnert die Freundsbergstraße an Georg von Frundsberg.[7]
- Im Münchener Stadtbezirksteil Neuhausen ist seit 1892 die Frundsbergstraße nach Georg von Frundsberg benannt.[8]

In Schwaz wurde im Jahre 1900 das Fruntspergfähnlein gegründet, das die Erinnerung an den berühmten Landknechtsführer hochhalten soll. Das Fruntspergfähnlein ist kein Verein, sondern eine Tafelrunde, in der nur 24 Sassen aufgenommen werden dürfen. Die Aufnahme erfolgt durch geheime Kugelung mit schwarzen und weißen Kugeln, wenn nur eine einzige schwarze Kugel dabei ist, ist der Kandidat für immer abgelehnt. Sassen auf Fruntsperg dürfen nur Schwazer Gewerbetreibende und Hausbesitzer werden.
Ausnahmen werden nur für den Chronisten, den Federfuchser und den Burghauptmann gemacht.
In den Chroniken findet man deshalb immer wieder spöttische Hinweise, dass das Fähnlein auch Leute brauche, die schreiben und lesen können.
Die Sassen auf Fruntsperg treffen sich einmal im Monat zu einer Sippung, die nach einem genau festgelegten Ritual abläuft und seit 2003 im neu errichteten Rittersaal auf Schloss Freundsberg, der Stammburg des Fruntsperggeschlechts, stattfindet.
Alle Sassen haben eigene Namen, die auf alte ehemalige Burgnamen der Fruntsperger zurückgehen.
Das Fruntspergfähnlein reitet nur zu ganz besonderen Anlässen aus, wenn etwa die Stadt Schwaz eine repräsentative Ehrengarde für feierliche Ereignisse braucht. Bei solchen Anlässen tragen die Sassen die schwere Rüstung, die der Landsknechtsuniform des ausgehenden Mittelalters nachempfunden ist.
Der jeweilige Obrist und Feldhauptmann trägt den Namen des berühmten Landsknechtführers Jörg von Fruntsperg, derzeit Jörg IX.
Georg von Frundsberg ist auch Gegenstand eines „Pseudo-Landsknechtslied[s]“ mit dem Titel Görg oder häufiger Jörg von Frundsberg führt uns an, welches Wilhelm Kutschbach (geb. 1905) aus Göttingen etwa 1930 schrieb (Melodie und Text). Das Lied war in der Bündischen Jugend beliebt, wurde 1933 in das Liedbuch der Hitlerjugend aufgenommen und fand auch in der SS großen Anklang. Nach dem Zweiten Weltkrieg schuf Friedrich Deisenroth, Musikoffizier der Bundeswehr, eine Konzertvariante mit dem Titel Georg von Frundsberg (1967 als LP erschienen).
Im Historienfilm Der Medici-Krieger (ital. Originaltitel Il mestiere delle armi) aus dem Jahr 2001 wird unter der Regie von Ermanno Olmi der Tod des päpstlichen Söldnerführers Giovanni de’ Medici im Kampf mit den kaiserlichen Truppen von Karl V. unter Führung von Georg von Frundsberg als historisches Beispiel für den Wandel der Kriegsführung in der Renaissance durch die Einführung von Feuerwaffen in der Schlacht dargestellt. Georg von Frundsberg wird dabei von Nikolaus Moras verkörpert.